# A Bit of Fry & Laurie
A Bit of Fry & Laurie ist eine britische Comedy-Show des Komikerduos Stephen Fry und Hugh Laurie. Sie wurde ursprünglich in vier Staffeln zwischen 1989 und 1995 vom britischen Fernsehsender BBC ausgestrahlt.
Die insgesamt 26 Folgen bestehen jeweils aus sechs bis elf Sketchen. Sie stellen oft absurde Situationen dar und basieren auf Wortspielen. Viele Szenen lösen sich abrupt und ohne Pointe auf, ein Konzept, das durch Monty Python’s Flying Circus bekannt wurde. Typisch ist ein häufiges Durchbrechen der vierten Wand, indem zum Beispiel die Darsteller plötzlich aus ihren Rollen herausfallen und zu diskutieren beginnen, wie der Sketch am sinnvollsten zu beenden sei, oder indem scheinbar aus Versehen das Ende des Szenenbildes oder Mitglieder der Kamera-Crew zu sehen sind.
Einige Ideen finden ihre Vorläufer in der Fernsehshow Saturday Live, in der sowohl Fry als auch Laurie häufig aufgetreten waren, und in der von Stephen Fry geschriebenen Radioserie Saturday Night Fry.

## Darsteller
Die meisten Rollen werden von Fry und Laurie selbst gespielt. Gelegentlich treten auch andere Schauspieler in Nebenrollen auf, darunter Deborah Norton, Maria Aitken, Geoffrey McGivern, Liz Smith, Andy Linden, Paul Eddington, Camille Coduri, Tony Hawks, Nigel Havers und Rowan Atkinson. In der vierten Staffel sind in jeder Folge zwei Gäste eingeladen, die in einigen Sketchen auch größere Rollen übernehmen, unter anderem Kevin McNally, Phyllida Law und Stephen Moore.

## Wiederkehrende Formate
Einige Charaktere tauchen über mehrere Folgen verteilt wiederholt auf. Am häufigsten sind die Sketche der beiden Geschäftspartner Peter und John – die sich gebärden, als würden sie eine große internationale Firma leiten, während sie tatsächlich verschiedene Kleinstunternehmen führen wie etwa eine öffentliche Toilette in einer Kleinstadt – und die der Geheimdienstagenten Control und Tony. Letztere zeichnen sich durch naive Dialoge und absichtlich schwache Schauspielkunst aus. In einigen Folgen schlüpfen Fry und Laurie in die Rolle von Kritikern und analysieren den vorangegangenen Sketch, wobei sie sowohl die Kritiker als auch sich selbst karikieren.
Durch alle Staffeln hindurch werden zwischen den Sketchen kurze Ausschnitte aus Straßenbefragungen verschiedener Männer und Frauen – allesamt gespielt von Fry oder Laurie – auf Londoner Straßen gezeigt. Ihre aus dem Zusammenhang gerissenen Sätze sind scheinbar Antworten auf Fragen, die der Zuschauer aber nicht erfährt. Diese Art der Überleitungen zwischen Sketchen geht ebenfalls auf Monty Python’s Flying Circus zurück.

## Themen
Besonders häufig werden die Polizei, das Militär, Geheimdienste, die katholische und die anglikanische Kirche und Politiker – insbesondere der Conservative Party – parodiert. Die Regierungen von Margaret Thatcher und John Major und konservative Politik im Allgemeinen wurden immer wieder Ziel von Frys und Lauries Satiren. Sie widmen sich auch medienbezogenen Themen wie dem Sendeprogramm der BBC, Sponsoring und Schleichwerbung sowie Zensur und dem Verbot, bestimmte Wörter im Fernsehen zu verwenden. Viele Sketche thematisieren die englische Sprache und Literatur.

## Musik
Laurie, der zahlreiche Instrumente beherrscht, trägt in einigen Folgen bekannte Lieder und Lieder eigener Komposition vor. Ab der dritten Staffel spielt er die Abspannmelodie am Klavier.
Die Titelmusik der ersten Staffel wurde von Harry Stoneham geschrieben, die der zweiten von Philip Hope, die der dritten und vierten von Philip Hope und Simon Brint. Für den Abspann wurde in der zweiten Staffel das Finale aus dem Karneval der Tiere von Camille Saint-Saëns verwendet.

## Veröffentlichungen
Alle vier Staffeln einzeln sowie eine Sammelbox mit allen Staffeln erschienen 2006 als DVD.
Die Manuskripte einschließlich einiger unveröffentlichter Sketche erschienen als Bücher unter den Titeln A Bit of Fry & Laurie (1990, ISBN 0-7493-0705-6),
A Bit More Fry & Laurie (1991, ISBN 0-7493-1076-6), 3 Bits of Fry & Laurie (1992, ISBN 0-7493-1701-9) und Fry & Laurie Bit No. 4 (1995, ISBN 0-7493-1967-4).